# Мошников, Сергей
Сергей Мошников (эст. Sergei Mošnikov; 7 января 1988, Пярну) — эстонский футболист, атакующий полузащитник национальной сборной Эстонии.

## Биография

### Клубная карьера
Воспитанник клуба «Вапрус» (Пярну), в нём же начал взрослую карьеру в 2005 году в первой лиге. В сезоне 2005/06 выступал в Нидерландах за молодёжный состав «Херенвена». В 2006 году вернулся в Эстонию и присоединился к «Флоре». В течение шести сезонов сыграл за таллинский клуб более 150 матчей, становился двукратным чемпионом Эстонии (2010, 2011), неоднократным обладателем Кубка и Суперкубка страны.
С 2012 года выступал за границей — в польских клубах «Погонь» (Щецин) и «Гурник» (Забже), казахстанских «Кайсаре» и «Тоболе», белорусском «Минске». В 2015 году получил травму, из-за которой пропустил несколько месяцев. В промежутках между выступлениями за границей играл в Эстонии за «Флору» и «ФКИ Таллинн», с последним стал чемпионом Эстонии в 2016 году.
Во второй половине 2017 года выступал за финский «ПС Кеми», по окончании сезона покинул команду. В 2020 году в составе «Пайде» стал вице-чемпионом Эстонии.

### Карьера в сборной
Выступал за юношеские, молодёжную и олимпийскую сборные Эстонии.
В национальной сборной дебютировал 19 июня 2010 года в матче с командой Латвии. Первый гол забил 7 октября 2016 года в ворота сборной Гибралтара.

## Достижения
- Чемпион Эстонии (3): 2010, 2011, 2016
- Обладатель Кубка Эстонии (3): 2008, 2009, 2011
- Обладатель Суперкубка Эстонии (2): 2009, 2011
- Лучший игрок чемпионата Эстонии: 2011[4]